# Österreicher Stadel (Regensburg)

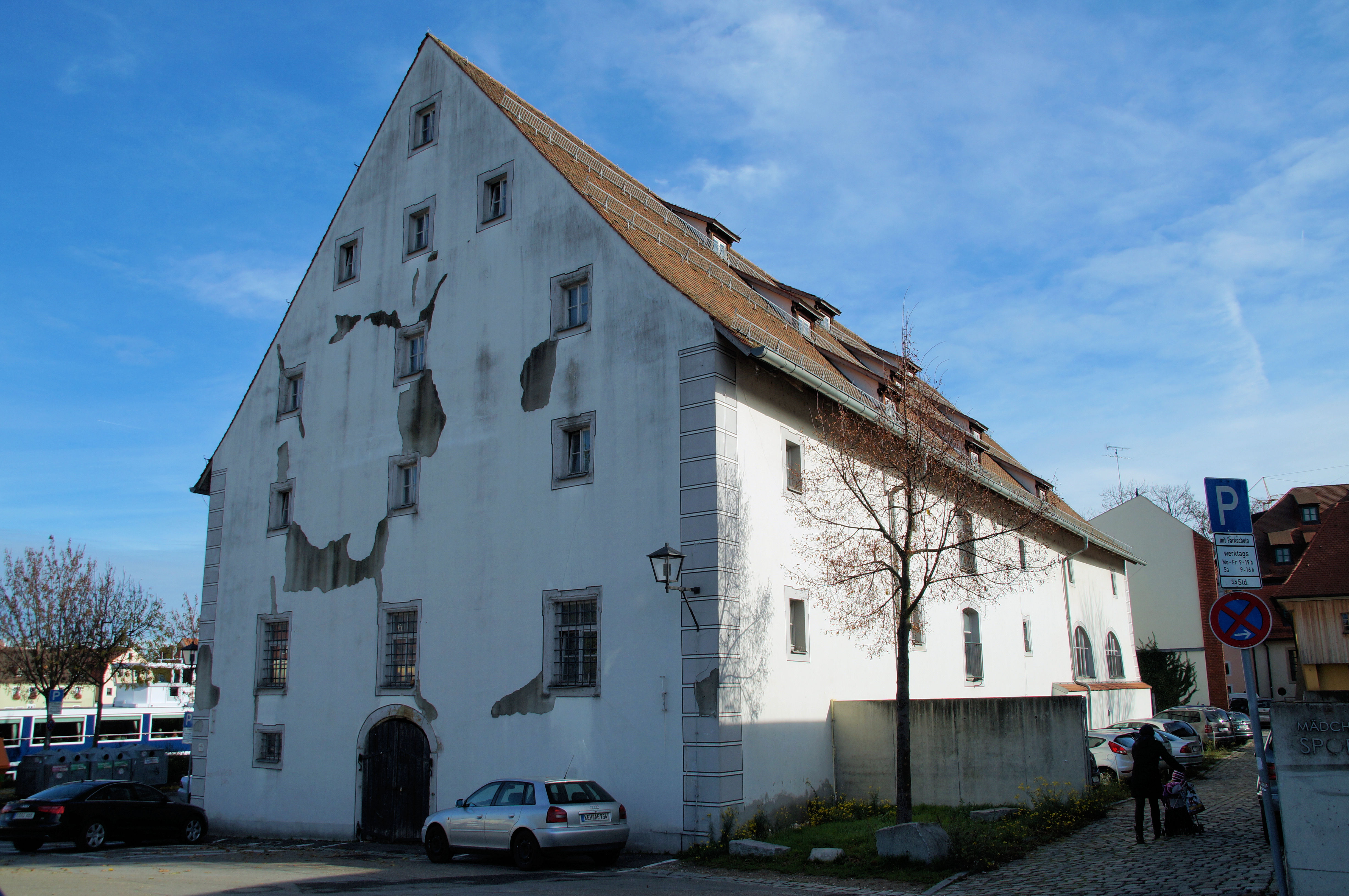
Österreicher Stadel, (2013 vor der Sanierung). Blick auf West- und Südfassade

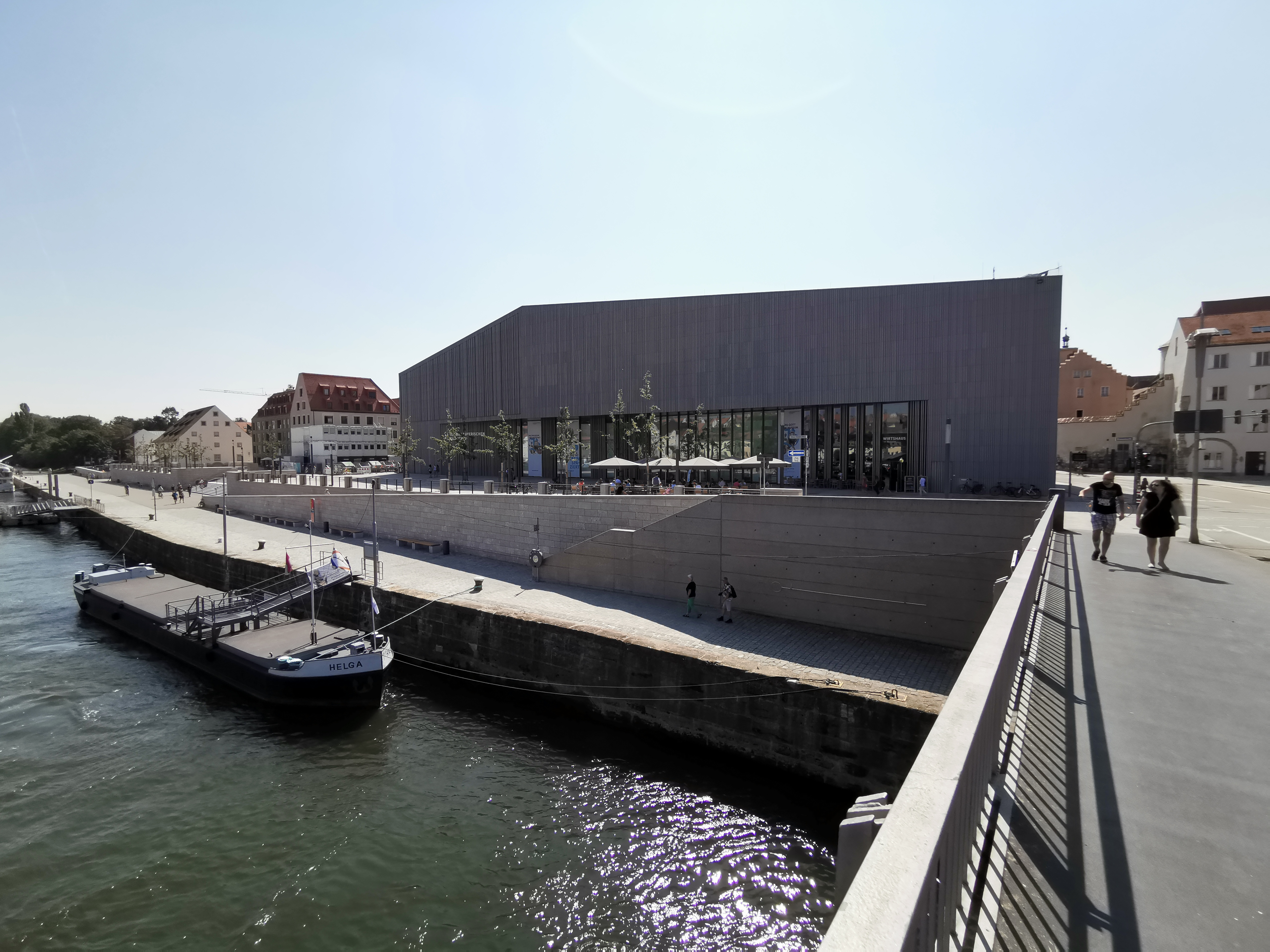
Museumsareal (2018) mit Österreicher Stadel im Hintergrund (links)

Der Österreicher Stadel in Regensburg, Donaulände Nr. 6, liegt am südlichen Ufer der Donau (Marc-Aurel-Ufer), 300 m östlich entfernt vom innerstädtischen Donauübergang  Eisernen Brücke. im 17. Jahrhundert  Ursprünglich als Brauhaus erbaut wurde das Gebäude später unterschiedlich genutzt als Salzstadel, Lagerhaus, Magazin und als Museumsdepot.  Das Gebäude liegt gut 100 m östlich vom 2019 eröffneten Museum der Bayerischen Geschichte und dient auch diesem Museum als Depot.

## Geschichte
Der heute Österreicher Stadel genannte dreigeschossige Quaderbau wurde 1672 für das Neue Braune Brauhaus als Lager- und Betriebshaus erbaut. 1775 wurde das Gebäude von der Stadt erworben und für fast 6000 Gulden zu einem Salzstadel mit Satteldach und drei Reihen von Schleppgauben umgebaut. Die unteren drei Geschosse wurden mit mächtigen Balkenunterzügen ausgestattet, getragen von hölzernen Vierkantsäulen mit Sattelhölzern zur Lagerung des Salzes.
Das zur Donau hin orientierte Nordportal besitzt als seitliche Begrenzung ein Gewände aus Hausteinen und zeigt im Scheitelstein die Datierung 1786. Über einem Fenster rechts vom Portal findet sich eine kleine Tafel mit der Jahreszahl 1672, was nach Aussage der Annalen von  Gumpelzhaimer auf die Erbauung des Stadels als Brauhaus hinweist.
An der Westkante der Nordfassade finden sich auch Hochwassermarken der Hochwasserereignisse vom Februar 1729 und vom Juli 1954. Die westliche Schmalseite, ebenfalls mit Tor, ist schmucklos.

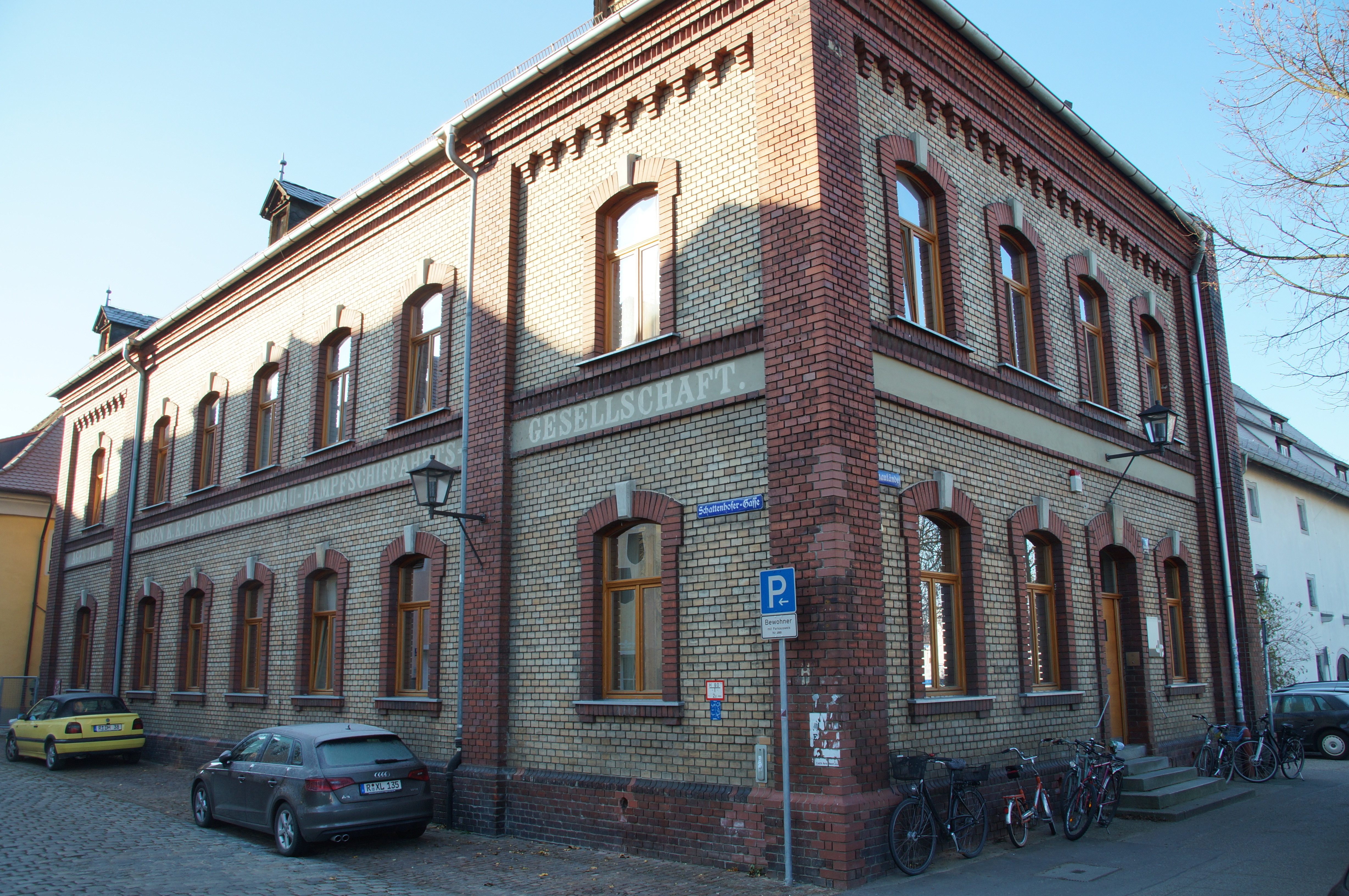
Ehemalig: Bürogebäude der DDSG, Blick auf Nord- und Ostfassade (2013)

Im späten 19. Jahrhundert um 1894 wurde der ehemalige Salzstadel als Magazingebäude für die Schiffe der  ersten kaiserlich und königlich, privilegierten Donau-Dampfschiffahrts-Gesellschaft  (DDSG) genutzt. Das Bürogebäude dieser Gesellschaft – ein zweifarbiger gegliederter, zweigeschossiger Backsteinbau mit Walmdach von 1888  – ist östlich des Stadels noch erhalten und zeigt auf der Ostfassade die Namensinschrift der Gesellschaft. Die DDSG war damals das führende Transportunternehmen des Donauraumes. Für ihren Bedarf wurde von der Stadt westlich an den Stadel angrenzend ein Transitlagerhaus für Getreide errichtet, dessen außerordentliche Größe für die Altstadt von Regensburg völlig überdimensioniert war. Während der Stadel den Krieg überstand, wurde das riesige Lagerhaus 1944 im Krieg völlig zerstört und die Ruine nach dem Krieg entfernt. In der Nachkriegszeit bis in die 1980er Jahre wurde der Stadel „Brüchner-Stadel“ genannt, weil er in diesen Jahren dem Möbelhaus Brüchner, das sich auf dem Platz angesiedelt hatte, als Lagerhaus diente. Nach einem 1988 durch Blitzschlag verursachten Brand wurde der Dachstuhl des Stadels erneuert und der Stadel konnte dem  Historischen Museum Regensburg als Depot dienen. Ab 2014 wurde das Depot geräumt, der Stadel erneut saniert, mit einer neuen Portaltür ausgestattet und im Inneren für die Bedürfnisse des  Museums der Bayerischen Geschichte eingerichtet.